# Campionati europei di atletica leggera indoor 2019 - 3000 metri piani maschili
La specialità dei 3000 metri piani maschili ai campionati europei di atletica leggera indoor di Glasgow 2019 si è svolta il 1° e il 2 marzo 2019 presso la Commonwealth Arena and Sir Chris Hoy Velodrome.
La gara è stata vinta dal norvegese Jakob Ingebrigtsen con il tempo di 7'56"15 in finale.

## Podio
| Pos.    | Atleta              | Nazionalità   |
| ------- | ------------------- | ------------- |
| Oro     | Jakob Ingebrigtsen  | Norvegia      |
| Argento | Chris O'Hare        | Gran Bretagna |
| Bronzo  | Henrik Ingebrigtsen | Norvegia      |

## Record
| Record                | Record         | Record  | Record                 | Record           |
| --------------------- | -------------- | ------- | ---------------------- | ---------------- |
| Record del Mondo      | Daniel Komen   | 7:24.90 | Budapest, Ungheria     | 6 febbraio 1998  |
| Record europeo        | Sergio Sánchez | 7:32.41 | Valencia, Spagna       | 13 febbraio 2010 |
| Record dei campionati | Ali Kaya       | 7:38.42 | Praga, Repubblica Ceca | 7 marzo 2015     |

## Programma
| Data          | Ora   | Turno    |
| ------------- | ----- | -------- |
| 1º marzo 2019 | 13:20 | Batterie |
| 2 marzo 2019  | 19:47 | Finale   |

## Risultati

### Batterie

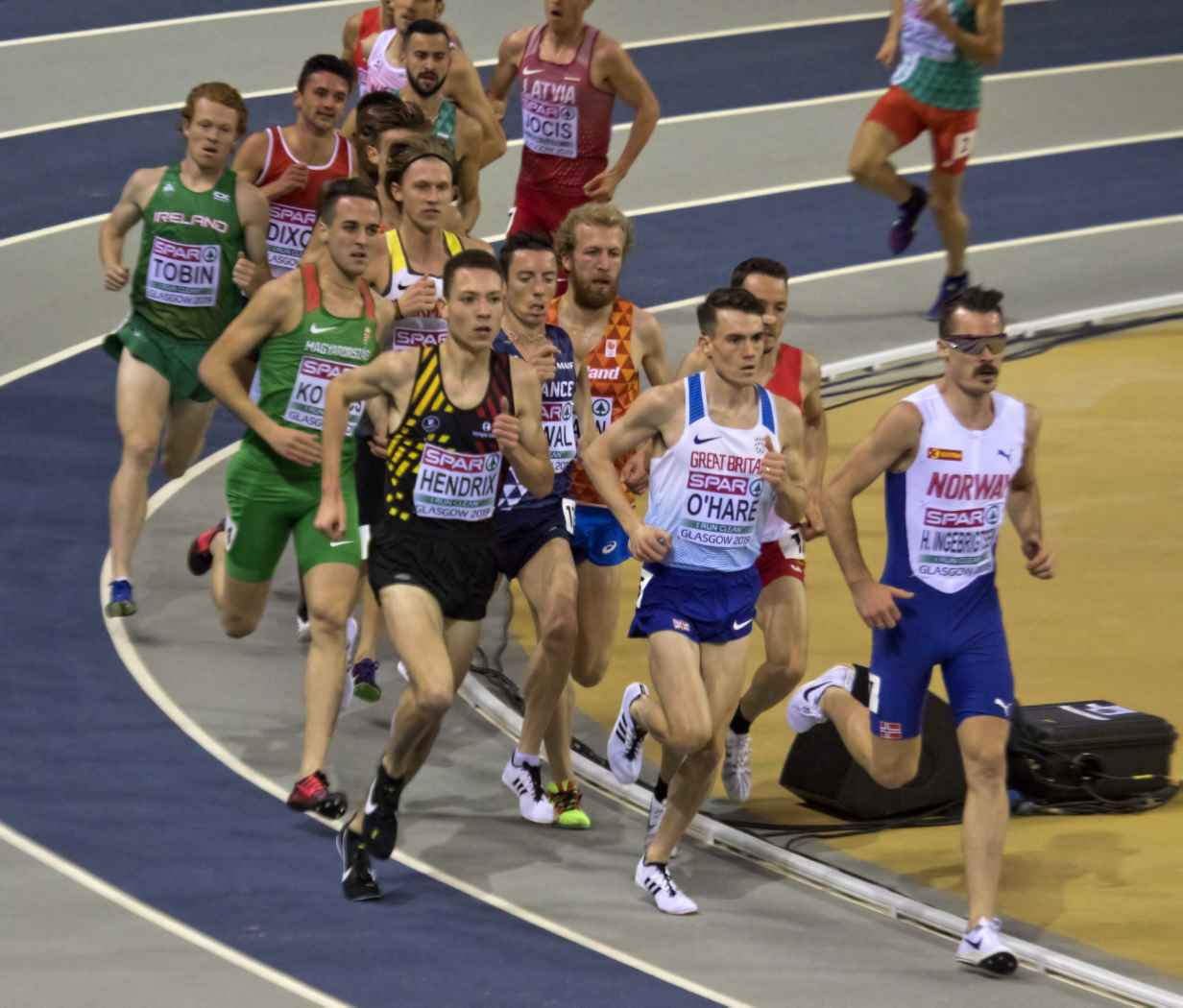
Batteria 2

I primi quattro atleti classificati in ogni batteria e i migliori quattro tempi dei non qualificati avanzano in finale.
| Posizione | Batteria | Atleta                   | Nazione                     | Tempo   | Note     |
| --------- | -------- | ------------------------ | --------------------------- | ------- | -------- |
| 1         | 1        | Jakob Ingebrigtsen       | Norvegia                    | 7:51.20 | Q, EU20R |
| 2         | 1        | Andrew Butchart          | Gran Bretagna               | 7:51.28 | Q        |
| 3         | 1        | Djilali Bedrani          | Francia                     | 7:51.30 | Q        |
| 4         | 1        | Amos Bartelsmeyer        | Germania                    | 7:51.35 | Q        |
| 5         | 1        | Jimmy Gressier           | Francia                     | 7:51.45 | q, PB    |
| 6         | 1        | Jonas Leandersson        | Svezia                      | 7:51.47 | q, PB    |
| 7         | 1        | Sam Atkin                | Gran Bretagna               | 7:52.12 | q, PB    |
| 8         | 2        | Chris O'Hare             | Gran Bretagna               | 7:53.39 | Q        |
| 9         | 2        | Henrik Ingebrigtsen      | Norvegia                    | 7:53.80 | Q        |
| 10        | 1        | Florian Orth             | Germania                    | 7:54.59 | q        |
| 11        | 2        | Yoann Kowal              | Francia                     | 7:55.42 | Q        |
| 12        | 2        | Sam Parsons              | Germania                    | 7:55.60 | Q        |
| 13        | 1        | Topi Raitanen            | Finlandia                   | 7:55.71 | PB       |
| 14        | 2        | Seán Tobin               | Irlanda                     | 7:56.27 | SB       |
| 15        | 2        | Mike Foppen              | Paesi Bassi                 | 7:57.55 |          |
| 16        | 2        | Robin Hendrix            | Belgio                      | 7:58.14 |          |
| 17        | 1        | Artur Bossy              | Spagna                      | 7:58.46 |          |
| 18        | 2        | Benjamin Kovács          | Ungheria                    | 7:59.89 |          |
| 19        | 1        | Yegor Nikolayev          | Atleti Neutrali Autorizzati | 8:00.71 |          |
| 20        | 1        | Per Svela                | Norvegia                    | 8:02.62 |          |
| 21        | 2        | Sergio Jiménez           | Spagna                      | 8:03.58 |          |
| 22        | 2        | Suldan Hassan            | Svezia                      | 8:05.08 |          |
| 23        | 1        | Hlynur Andrésson         | Islanda                     | 8:06.97 |          |
| 24        | 2        | David Palacio            | Spagna                      | 8:07.61 |          |
| 25        | 2        | Andreas Vojta            | Austria                     | 8:09.72 |          |
| 26        | 2        | Ugis Jocis               | Lettonia                    | 8:09.99 | SB       |
| 27        | 2        | Benjamin Rainero de Haan | Paesi Bassi                 | 8:11.57 |          |
| 28        | 2        | Mitko Tsenov             | Bulgaria                    | 8:12.45 |          |
| 29        | 1        | John Travers             | Irlanda                     | 8:12.54 |          |
| 30        | 2        | Harvey Dixon             | Gibilterra                  | 8:14.86 |          |
| 31        | 1        | Bram Anderiessen         | Paesi Bassi                 | 8:18.30 |          |
| 32        | 2        | Ivo Balabanov            | Bulgaria                    | 8:20.31 |          |
| 33        | 1        | Ramazan Özdemir          | Turchia                     | 8:20.52 |          |
| -         | 1        | Dario Ivanovski          | Macedonia del Nord          | dnf     |          |

### Finale

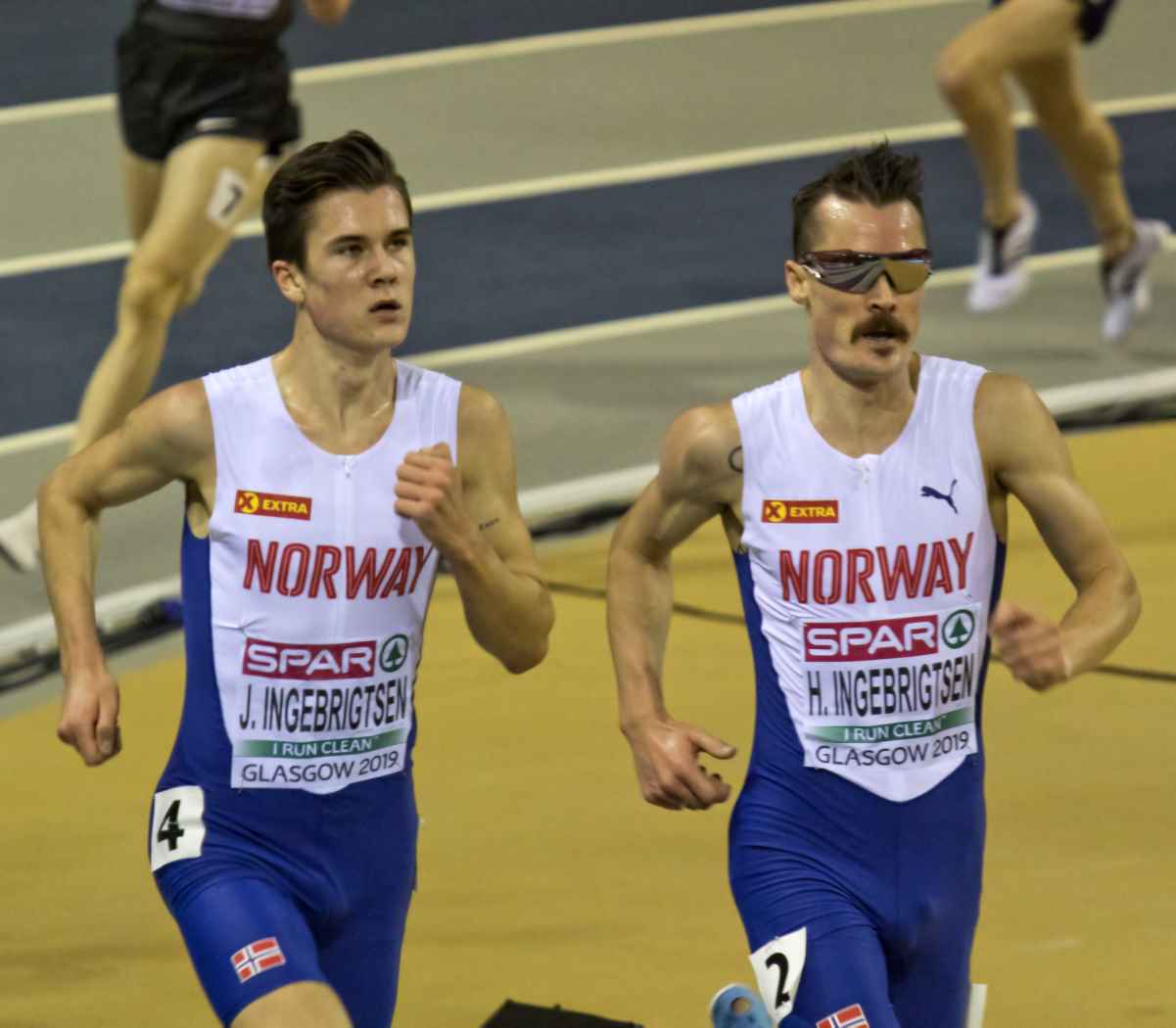
I fratelli Ingebrigtsen vincitori di oro e bronzo

| Posizione | Atleta              | Nazione       | Tempo   | Note |
| --------- | ------------------- | ------------- | ------- | ---- |
| Oro       | Jakob Ingebrigtsen  | Norvegia      | 7:56.15 |      |
| Argento   | Chris O'Hare        | Gran Bretagna | 7:57.19 |      |
| Bronzo    | Henrik Ingebrigtsen | Norvegia      | 7:57.19 |      |
| 4         | Djilali Bedrani     | Francia       | 7:58.40 |      |
| 5         | Jonas Leandersson   | Svezia        | 7:59.16 |      |
| 6         | Amos Bartelsmeyer   | Germania      | 7:59.62 |      |
| 7         | Jimmy Gressier      | Francia       | 8:00.89 |      |
| 8         | Sam Atkin           | Gran Bretagna | 8:01.43 |      |
| 9         | Yoann Kowal         | Francia       | 8:02.85 |      |
| 10        | Andrew Butchart     | Gran Bretagna | 8:03.11 |      |
| 11        | Florian Orth        | Germania      | 8:05.09 |      |
| 12        | Sam Parsons         | Germania      | 8:05.83 |      |